# Geštaltizam

Geštaltizam ili geštaltna psihologija pokret je u psihologiji koji datira iz 1920-ih i 1930-ih godina u Europi i Sjedinjenim Državama. Bila je to reakcija na strukturalizam jer je pretpostavljao da se percepcija sastoji od niza odvojenih osjeta.
Ljudi percipiraju svijet u cjelinama i obrascima. Geštalt je njemačka riječ i znači "organizirani" ili "cjeloviti" oblika. Nastao je oko 1930. godine u Njemačkoj pod vodstvom Maxa Wertheimera i u suradnji s Kurtom Koffkom, Wolfgangom Köhlerom i Kurtom Lewinom, između ostalih, da bi se brzo preselio u Sjedinjene Države zbog prijetnje nacizma. U konačnici je izgubila svoju poziciju važnog psihološkog polja, ali se integrirala u nekoliko drugih psiholoških pokreta.
Geštaltni psiholozi suprotstavljali su se strukturalistima jer su na kompleksne pojave gledali kao na zbroj elementarnih ponašanja. Tamo gdje su se strukturalisti pokušavali baviti osnovnim gradivnim elementima uma, geštaltni psiholozi su pokušavali uzeti u obzir cjelinu.
Primjer za to je phi fenomen (Wertheimer, 1912). Ovdje dva svjetla koja su prostorno odvojena i svijetle jedno za drugim čine iluziju kretanja u smjeru drugog svjetla. Geštaltna psihologija je u tome vidjela potvrdu principa izomorfizma. To je ideja da obrazac podražaja koji se percipira strukturalno odgovara sličnom stanju ili obrascu u mozgu.
Bihevioriste je zabrinjavala činjenica da su se rezultati geštaltne psihologije temeljili na izvješćivanju o svjesnim iskustvima i da su demonstrirali fenomene bez daljnjeg istraživanja bihevioralnim metodama.